# Evening in Byzantium

Evening in Byzantium est un téléfilm dramatique américain en 2 parties sorti le 14 août 1978 de Jerry London.

## Synopsis
Des terroristes envahissent le palais qui accueille le Festival de Cannes pour troquer la libération de leurs camarades enfermés dans une prison parisienne. À la fin du film, des terroristes détournent des avions pour attaquer des villes américaines, mais au dernier moment les terroristes sont neutralisés.

## Fiche technique
- Réalisation : Jerry London
- Scénario : Glen A Larson et Michael Sloan, d'après le roman d'Irwin Shaw
- Production : Glen A. Larson, Robert F. O'Neill, Michael Sloan et Gary B. Winter
- Musique : Stu Phillips
- Photographie : Michael D. Margulies
- Genre : Drame
- Durée : 240 minutes
- Format : Couleur
- Format du son : Monophonique
- Date de diffusion : 14 août 1978

## Distribution
- Glenn Ford : Jesse Craig
- Eddie Albert : Brian Murphy
- Vince Edwards : Bret Easton
- Patrick Macnee : Ian Waldeigh
- Gregory Sierra : Fabricio
- Harry Guardino : Jerry Olson
- Michael Cole : Danny
- Simon Oakland : Walter Klein
- Gloria DeHaven : Sonia Murphy
- Marcel Hillaire : Inspecteur Le Dioux
- Christian Marquand : Inspecteur DuBois
- Lee Bergere : Monsieur Carroll
- Len Birma : Leonardo
- James Booth : Jack Conrad
- George Lazenby : Roger Tory
- Shirley Jones : Constance Dobson
- Ben Frommer : Sine
- William Dozier : William Bast
- Edward James Olmos : Angelo